# Stef Nijland
Stef Nijland (* 10. srpna 1988, Hoogezand, Nizozemsko) je nizozemský fotbalový útočník, který v současné době působí v klubu PEC Zwolle. Mimo Nizozemska hrál v Austrálii, kde hostoval v klubu Brisbane Roar FC.

## Klubová kariéra
Od ledna do června 2013 byl na hostování z PSV v australském klubu Brisbane Roar FC.
S PEC vyhrál v sezoně 2013/14 nizozemský fotbalový pohár (KNVB beker), ve finále proti Ajaxu Amsterdam (5:1) byl pouze na lavičce náhradníků. Na začátku sezony 2014/15 vyhrál s PEC Johan Cruijff Schaal (nizozemský Superpohár), vstřelil vítězný gól (výhra 1:0).
V odvetném zápase 4. předkola Evropské ligy 2014/15 28. srpna 2014 vstřelil z penalty jedinou branku svého týmu, PEC prohrál s AC Sparta Praha 1:3 a do základní skupiny nepostoupil.